# Typhlodromus accessorius
Typhlodromus accessorius är en spindeldjursart som beskrevs av Kolodochka 1993. Typhlodromus accessorius ingår i släktet Typhlodromus och familjen Phytoseiidae. Inga underarter finns listade i Catalogue of Life.